# Altiapa decolor
Altiapa decolor is een vlinder uit de onderfamilie Satyrinae van de familie Nymphalidae.
De wetenschappelijke naam van de soort werd, als Platypthima decolor, voor het eerst geldig gepubliceerd in 1905 door Lionel Walter Rothschild & Karl Jordan.